# Cicer baldshuanicum
Cicer baldshuanicum là một loài thực vật có hoa trong họ Đậu. Loài này được (Popov) Lincz. miêu tả khoa học đầu tiên.